# Термінатор: Генезис
«Термінатор: Генезис» (англ. Terminator Genisys) — американський фантастичний бойовик режисера Алана Тейлора. П'ятий кінофільм із серії «Термінатор». Знятий Skydance Productions, дистриб'ютором виступила Paramount Pictures (в Україні 1 липня 2015 дистриб'ютором є B&H Film Distribution Company). Прем'єра відбулася 1 липня 2015 року в звичайному форматі, RealD 3D і MAX 3D. 

## Сюжет
На межі перемоги у війні проти «Скайнет», Джон Коннор посилає в минуле свого довіреного сержанта Кайла Різа, щоб той врятував його матір від посланого «Скайнет» Термінатора і забезпечив існування Джона в сучасності. Але несподіваний поворот подій створює розлом у часі. Сержант опиняється в новій, незнайомій версії минулого. Тут осиротіла в дев'ять років Сара Коннор була вихована Термінатором (Арнольд Шварценеггер), який запрограмований захищати дівчину. Термінатор тренував її, готуючи до долі, яку Сара категорично відкидає. Разом їм належить боротися з новими небезпечними ворогами. Їхня нова місія: переписати майбутнє.
Фільм починається оповіддю Кайла Різа про ті часи, за яких жили його батьки: зелені і багатолюдні. Однак сам Кайл народився вже в іншому, після «Судного дня», що настав 29 серпня 1997 року. Тоді програма «Скайнет» самоусвідомила себе й ухвалила рішення знищити людство як загрозу власному існуванню, захопивши контроль над ядерним арсеналом і почавши ядерну війну. Світ перетворився на пустелю, три мільярди людей загинули, а ті, хто вцілів, переховувалися від машин «Скайнет», які вишукували людей для остаточного знищення. Одного разу Кайл, ховаючись в одному з підземних колекторів, зіткнувся з роботом Термінатором, але його врятував від загибелі Джон Коннор — людина, яка стала лідером світового Опору людства.
Під проводом Коннора в 2029 році війна зі «Скайнет» майже завершена. Знайдено Центральний вузол «Скайнет» в Колорадо, звідки керуються машини, і Опір готує її штурм. Вже дорослий Кайл бажає приєднатися до штурму, але Джон доручає йому приєднатися до штурму дослідного комплексу в Лос-Анджелесі. Попри великі втрати, штурм вдається, та «Скайнет» тим часом щось готує. Операція в Колорадо вдається, армія машин вимикається в усьому світі і людство святкує перемогу. Однак скоро Коннору доповідають про знахідку машини часу, якою «Скайнет» вже встигла скористатися.
У Лос-Анджелес 1984 рік з 2029 прибуває людиноподібний Термінатор моделі Т-800. В майбутньому Опір вираховує, що «Скайнет» зробила це аби вбити матір Джона Коннора і не допустити народження рятівника людства. Кайл Різ викликається добровольцем вирушити слідом за Термінатором. Коннор, вислухавши його аргументацію, ухвалює послати його в 1984. Перед відправкою Коннор розкриває Різу, що вся його прозорливість, яка й привела до перемоги, заснована на розповідях матері і тепер він вперше не знає, що відбуватиметься далі. Коли Кайл ступає в машину часу, один з бійців, Алекс, несподівано нападає на Коннора. Різ в цю мить бачить різні варіанти свого дитинства: в спустошеному війною світі та мирному. Він чує попередження від малого самого себе «Генезис» — це «Скайнет» і наказ зупинити його в 2017, після чого опиняється на вулиці Лос-Анджелеса 1984 року.
Зі слів місцевого волоцюги Кайл розуміє, що Т-800 був на цьому ж місці. Тим часом Термінатор збирається відібрати у панків одяг, та його зупиняє інший Т-800, що виглядає старшим. Між ними починається бійка, яку припиняє Сара Коннор пострілом з гвинтівки у молодшого Термінатора. Кайл Різ відбирає у волоцюги штани, але за ним женеться поліцейський. Кайл забирає у нього пістолет і питає який сьогодні день і рік, у відповідь чуючи: «12 травня 1984-го, день твого прибуття». Поліцейський виявляється Термінатором моделі Т-1000, що складається з нанороботів. Він намагається вбити Різа відрощеними лезами, але той розстрілює його і тікає. Кайл переховується в магазині спортивного одягу, де його рятує Сара Коннор, вриваючись на фургоні, саме коли туди прибуває відновлений Т-1000. Бачачи у фургоні Т-800 Різ не зважає на слова Сари про його безпечність і намагається знищити Термінатора, та в бійці втрачає свідомість. Термінатор зауважує, що Кайл Різ — це батько Джона Коннора.
Коли Кайл отямлюється, Сара пояснює йому, що минулого, в яке його послав Джон, більше немає — «Скайнет» якимось чином дізналася, що місія її Т-800 в 1984 році за початкового ходу подій провалилася. Тому вона послала Т-1000 в 1973 рік, де той мав убити дев'ятирічну Сару. Йому вдалося вбити її батьків, але саму Сару врятував прибулий перепрограмований Т-800, що й підготував її до майбутніх подій. Сара пояснює, що її «старий» Т-800, якого вона так і називає Старим, сам не знає, хто його перепрограмував і відправив в 1973. Але її й Джона ціль лишається тією самою — відвернути «Судний День».
Прибувши в покинутий ангар, де Сара і Старий організували притулок, Кайл намагається знайти пояснення того, що відбувається. Він здогадується, що якщо Термінатори продовжують прибувати з майбутнього, отже в 2029 щось пішло не так. Він розповідає Сарі, що в момент відбуття бачив, як на Джона хтось напав. В цей час до притулоку вривається Т-1000 і знерухомлює Старого створеним зі своєї руки списом. Сара рятується втечею, в той час як Кайл намагається затримати Термінатора, розстрілюючи його з автомата. У відповідь на це Т-1000 реактивує «молодого» Т-800. Кайлу вдається перемогти Т-800 пострілом з гвинтівки у голову. Сара ж заманює Т-1000 в пастку, де його розчиняє кислота.
Сара розчиняє останки «молодого» Т-800 в кислоті, а Старий вилучає з нього процесор, якого бракує для власної машини часу, збудованої за минулі роки. Сара має намір вирушити в 1997 рік, але Кайл розповідає про свої видіння, де «Судний День» настав на 20 років пізніше, в 2017. Вони припускають, що ця нова гілка історії породжена тепер остаточним знищенням Т-800, на основі технологій якого корпорація «Кібердайн» не зможе створити процесор «Скайнет». Та, судячи з видінь, «Кібердайн» створить іншу «Скайнет» під виглядом «Генезис» іншим шляхом. Кайл переконує Сару вирушити в 2017, час свого дитинства. Старий не може вирушити з ними, оскільки його біологічна оболонка надто пошкоджена і залишається чекати їх до прибуття в XXI столітті.
Кайл з Сарою переносяться до Сан-Франциско, що викликає аварію на трасі і обох схоплює поліція. Старий, знаючи просторово-часові координати прибуття, спішить на допомогу, але не встигає через затори. У поліцейському фургоні Сара відкриває Кайлу, що той переконав її прибути сюди, сказавши слова її батька. Їх доставляють в лікарню, де медик, оглядаючи їх, згадує про програму «Генезис» і на питання Сари і Кайла пояснює, що це комплексна операційна система, здатна зв'язати в єдину мережу всі комп'ютерні пристрої світу. Обох впізнає патрульний, якого Сара і Кайл врятували в 1984, та розуміє, що вони — мандрівники в часі. В розмові з ним Кайл викрадає медичний інструмент, щоб звільнитися.
Несподівано прибуває Джон Коннор, який допомагає Сарі й Кайлу вибратися з лікарні. Та Сара сумнівається чи Джон справжній, а не Т-1000, що набув такого вигляду. Той розуміє її підозри і на підтвердження справжності розповідає факти з життя, які знала лише Сара. На підземній парковці він повідомляє Кайлу, що той — його батько. Несподівано з'являється Старий і стріляє в Джона. Сара й Кайл думають, що він контролюється «Генезисом» і був запрограмований вбити Джона Коннора з метою відвернути людську перемогу. Однак Джон відновлюється нанороботами та розповідає, що є напів-людиною, напів-машиною. В 2029 «Скайнет», напавши на Джона в подобі Алекса, що і бачив в останню мить Різ, вбила його і поєднала з нанороботами, утворивши Т-3000. З 2029 Т-3000, маючи всі знання справжнього Джона, перемістився до 2014, щоб забезпечити розробку «Генезису», який і стане «Скайнет», разом з технологіями нанороботів Т-1000 і машини часу. Джон пропонує Сарі і Кайлу приєднатися до нього або загинути. На заперечення Сари, Джон стверджує, що долі немає і нападає. Завдяки запуску томографа Т-3000 вдається знерухомити сильним магнітним полем.
Тепер Кайл, Сара і Старий готують напад на штаб-квартиру «Кібердайн системз» аби не допустити запуску «Генезису». З'ясувавши, що єдине слабке місце Т-3000 — магнітні поля, Старий майструє магнітну зброю. Незабаром їх знаходить Т-3000 і знову пропонує Сарі й Кайлу стати на його сторону. Підірвавши притулок, Сара, Кайл і Старий викрадають шкільний автобус і вирушають до штаб-квартири. Переслідувані лише натрохи зупиненим Т-3000, вони падають з мосту «Золоті Ворота» і всіх трьох заарештовує поліція. Т-800 оцінює за найоптимальніше не чинити спротиву задля подальшого успіху.
В ході попередніх допитів для опізнання приводять малого сучасного Кайла з сім'єю. Під виглядом жінки-детектива в дільницю проникає Т-3000, чим Сара і Кайл користуються для втечі. Сара допомагає евакуюватися малому Кайлу і його батькам, при цьому говорячи чуту від дорослого Кайла фразу, яка переконала його вирушити до 2017.
За сприяння детектива О'Брайена, який був свідком подій 1984 року, Кайл, Сара і Старий на гелікоптері добираються до штаб-квартири «Кібердайн». Вони встановлюють вибухівку на серверах «Генезису», але Т-3000 переслідує їх та знищує детонатор. Поки він б'ється зі Старим, Сара і Кайл намагаються активувати заряди без детонатора, в чому їм намагається перешкодити вже самоусвідомлена і готова до знищення людства «Скайнет».
Старий зазнає поразки, але Сара і Кайл допомагають йому загнати Т-3000 всередину недобудованої машини часу. Машина створює руйнівне магнітне поле, в якому Старий, жертвуючи собою, утримує лиходія, поки той не розпадається. В останню мить останки Старого викидає з машини в басейн з нанороботами, а Т-3000 остаточно знищується без можливості відтворитися. Сара і Кайл рятуються від вибуху в спеціальному бункері. Екрани з презентацією запуску «Генезису», встановлені по всьому місту, вимикаються; нова «Скайнет» не встигає захопити контроль і зникає.
За якийсь час до бункера вривається неушкоджений Старий, орудуючи вирощеними лезами. Попри острах Сари і Різа, він виявляється не ворогом, а вцілілим Старим, що відновився, впавши у басейн з полісплавом. Пам'ятаючи видіння, Різ розуміє, що повинен замкнути петлю часу, повідомивши малому собі, що «Генезис» — це «Скайнет». Сара і Кайл знову зустрічаються з ним, і дорослий Різ інструктує себе запам'ятати ці відомості, щоб він сам міг їх почути в момент відправки з 2029.
Оскільки «Скайнет» тепер остаточно знищена і «Судного дня» 2017 не відбудеться, Сара і Кайл вирішують, що можуть вибрати те життя, якого самі забажають. Однак, в сцені після титрів показано, що ядро «Генезису», що знаходилося в підземному приміщенні, вціліло після вибуху і над ним виникає голограма Алекса.

## У ролях
- Арнольд Шварценеггер — Старий / Термінатор
- Емілія Кларк — Сара Коннор
- Джейсон Кларк — Джон Коннор / Т-3000
- Джай Кортні — Кайл Різ
- Джонатан Сіммонс — детектив О'Браєн
- Метт Сміт — Скайнет / Алекс
- Лі Бьон Хон — коп / T-1000
- Кортні Венс — Майлз Дайсон
- Дайо Окенаї — Денні Дайсон
- Грегорі Вільямс — детектив Гардінг
- Сандрін Голт — детектив Чун

## Створення
Хоча картина «Термінатор: Спасіння прийде» мала на меті розпочати нову трилогію, виробництво п'ятої частини серії фільмів початково зупинили через те, що «The Halcyon Company» збанкрутіла. За анонімними джерелами, знімання картини «Термінатор 5» мали розпочати незадовго по виходу четвертої частини, проте більшість аналітиків передбали, що картина під загрозою зриву.
Наприкінці вересня 2009 стало відомо, що права на серію фільмів було виставлено на продаж, оскільки компанія «The Halcyon Company» намагалася уникнути банкрутства. А кінець жовтня 2009 приніс звістку, що «Halcyon» оголосила: права на майбутнього «Термінатора» вона продасть за $60–70 мільйонів; єдина пропозиція, яка надійшла, однак, була від режисера Джоша Ведона, і складала вона усього $10,000. У грудні 2009-го «Halcyon» виступив із заявою, що компанія розглядає різні варіанти, включаючи продаж і рефінансування права на картину, і результати вони оголосять не пізніше 1 лютого 2010 року. 8 лютого 2010р. було проведено аукціон для визначення власника прав на «Термінатор». Участь в аукціоні взяли студії «Sony Pictures» i «Lionsgate», права було продано за $29,5 млн.
У серпні 2010 року стало відомо, що почалася розробка сценарію нового «Термінатора». Цей новий фільм не мав бути прямим продовженням «Спасіння прийде», а швидше комп'ютеризованим «перезапуском» оригінальних серій. Існували чутки, що назвою фільму буде «Термінатор 3000» і знімати його буде компанія «Hannover House». Компанія «Pacificor», власник прав на серію фільмів «Terminator», проте, не давала жодної офіційної ліцензії компанії «Hannover House» на створення нового фільму.
16 лютого 2011 року було заявлено, що «Universal Studios» розглядає залучити до п'ятого «Термінатора» Арнольда Шварценеґґера на головну роль, режисера «Форсаж 5: Пограбування в Ріо» Джастіна Ліна і сценариста Криса Морґана. Процес створення фільму тоді відбувався на початковій стадії. 27 квітня 2011 року стало відомо, що до створення фільму буде-таки залучено Шварценеґґера й Ліна, а також продюсера Роберта Корта, проте автора сценарію ще нема. Фільмом цікавилися «Universal», «Sony», «Lionsgate» i «CBS Films». Із джерел, близьких до Шварценеґґера, повідомлялося, що він буде зніматися лише якщо буде написано хороший сценарій.
13 травня 2011 року Меґан Еллісон і її виробнича компанія «Annapurna Films» здобули на аукціоні право зняти щонайменше два нові фільми серії «Термінатора», включаючи «Термінатор 5». У той час, як було заявлено про провідну роль Шварценеґґера у новому фільмі, сюжет картини мав обертатися навколо нового персонажа, якого зображатиме якийсь молодий актор.